# غراهام جونز
غراهام جونز (بالإنجليزية: Graham Jones)‏ ولد بتاريخ 28 أكتوبر 1957، هو دراج إنجليزي سابق في صنف سباق الدراجات على الطريق.

## روابط خارجية
- غراهام جونز على موقع أرشيف الدراجات (الإنجليزية)
- غراهام جونز على موقع إحصائيات الدراجات الإحترافية (الإنجليزية)
- غراهام جونز على موقع CycleBase (الإنجليزية)